# Fred Willard
Fred Willard, właśc. Frederick Charles Willard (ur. 18 września 1933 w Shaker Heights, zm. 15 maja 2020 w Los Angeles) – amerykański aktor, komik i scenarzysta, znany z improwizacyjnych umiejętności komediowych.
Wystąpił w roli Christophera Guesta w filmach mockumentary: This is Spinal Tap Roba Reinera, Waiting for Guffman, Best in Show, A Mighty Wind i For Your Consideration, znany również dzięki telewizyjnej serii D.C. Follies. Jest absolwentem teatru komediowego The Second City. Otrzymał trzy nominacje do nagrody Emmy za rolę Hanka MacDougala, teścia Roberta Barone’a, w serialu Wszyscy kochają Raymonda (Everybody Loves Raymond).

## Filmografia

### Filmy
- 1975: Pigalak jako przesłuchujący
- 1976: Transamerican Express jako Jerry Jarvis
- 1977: Dick i Jane jako Bob
- 1987: Roxanne jako major Deebs
- 1999: Zręczne ręce jako tato Tobias
- 1999: Austin Powers: Szpieg, który nie umiera nigdy jako dowódca misji
- 2000: Medal dla miss jako Buck Laughlin
- 2001: Powiedz tak jako Basil St. Mosely
- 2001: Superzioło jako Carl Huntley
- 2003: Koncert dla Irwinga jako Mike LaFontaine
- 2000: W krzywym zwierciadle: Witaj, Święty Mikołaju 2 (TV) jako profesor Doornitz
- 2003: American Pie: Wesele jako Harold Flaherty
- 2004: Legenda telewizji jako Ed Harken
- 2004: O dwóch takich, co poszli w miasto jako dr Willoughby
- 2004: Dziadek do orzechów jako Mogiel (głos, amerykański dubbing)
- 2005: Kurczak Mały jako Melvin (głos)
- 2006: Radosne Purim jako Chuck
- 2006: Straszny dom jako tato (głos)
- 2006: Komedia romantyczna jako Bernie Walicórski
- 2007: Wielkie kino jako Aslo
- 2007: Nigdy nie będę twoja jako Marty
- 2008: WALL·E jako dyrektor generalny BnL Shelby Forthright (głos)
- 2009: Grzeczny i grzeszny jako pan Ferguson
- 2011: Scooby Doo: Epoka Pantozaura jako pan Hubley (głos)
- 2013: Legenda telewizji 2: Kontynuacja jako Ed Harken
- 2014: Samoloty 2 jako sekretarz spraw wewnętrznych (głos)

### Seriale TV
- 1978: Saturday Night Live jako gospodarz
- 1976: Miasteczko Salem jako Larry Crockett
- 1981: Statek miłości jako Richard Henderson
- 1984: Statek miłości jako Lou
- 1986: Statek miłości jako Nil Logan
- 1988: Nie z tego świata jako Milton Wiler
- 1988: Moje drugie ja jako Ray Bennett
- 1991: Złotka jako Bob
- 1992: Świat według Bundych jako Stan
- 1992: Życie jak sen jako Fenton Harley
- 1994: Świat według Dave’a jako Bud
- 1995: Murphy Brown jako Dick
- 1995–1997: Roseanne jako Scott
- 1996: Przyjaciele jako pan Lipson
- 1996: Słodkie zmartwienia jako Joe Pasadine
- 1996: Jak dwie krople czekolady jako pan Mitushka
- 1996: Kacper jako Wally Winkle (głos)
- 1996–1997: Nowe przygody Supermana jako prezydent Garner
- 1996: Byle do dzwonka: Nowa klasa jako pan Huffington
- 1997: Diagnoza morderstwo jako Harry Fellows
- 1997: Krok za krokiem jako Bert Lambert
- 1998: Sabrina, nastoletnia czarownica jako Bobby Calzone
- 1998: Oni, ona i pizzeria jako Frank Farber
- 1998–1999: Szaleję za tobą jako Henry Vincent
- 1998–1999: Herkules jako Vic (głos)
- 1999: Simpsonowie jako Wally Kogan (głos)
- 1999: Ja się zastrzelę jako Larry
- 1999: Dobro kontra zło jako Sam Kleinhauser
- 2000: Buzz Astral z Gwiezdnej Bazy jako Pa (głos)
- 2000: Kolorowy dom jako Richard Jacobson / Applegate
- 2001: Ally McBeal jako dr Harold Madison
- 2001: Studenciaki jako prof. Duggan
- 2001: Przyjaciółki jako dr Percy Bales
- 2001: Schwartza pomysły na życie jako Dick Newton
- 2001–2002: Odlotowa małolata jako Jerry Stage
- 2001–2008: Bobby kontra wapniaki jako oficer Brown (głos) / różne głosy
- 2002: Hej Arnold! jako Sammy Redmond (głos)
- 2002: Laboratorium Dextera jako F.R.E.D. (głos)
- 2002: Głowa rodziny jako Dave Campbell (głos)
- 2003: Różowe lata siedemdziesiąte jako Charlie Miller
- 2003–2005: Wszyscy kochają Raymonda jako Hank MacDougall
- 2003, 2005: Mad TV jako Duke Flickman / Gene St. John
- 2003–2007: Kim Kolwiek jako Jack Hench (głos)
- 2004: The Drew Carey Show jako Fred Tuttle
- 2004–2005: Saturday Night Live jako Narrator „Bear City” (głos)
- 2004, 2005: Batman jako Speedway Announcer / Ross Darren (głos)
- 2004, 2007: Mroczne przygody Billy’ego i Mandy jako Boogie Man (głos)
- 2005: Brenda i pan Whiskers jako tato Howler (głos)
- 2006: Reanimated jako Milt Appleday (głos)
- 2006: Złota Rączka jako pan Dwayne Bouffant (głos)
- 2006: Mój partner z sali gimnastycznej jest małpą jako Burt (głos)
- 2007: Billy i Mandy i zemsta Boogeymana jako Boogey Man (głos)
- 2007: Gwiezdne wrota jako Jacek
- 2007–2008: Teraz ty! jako Marsh McGinley
- 2008: Gdzie pachną stokrotki jako Wielki Hermann
- 2008: Transformers Animated jako Swindle (głos)
- 2008: Najgorszy tydzień jako Paul
- 2008–2009: Głupek o poranku jako Dale Knutson
- 2009: Wszyscy nienawidzą Chrisa jako policjant
- 2009: Czarodzieje z Waverly Place jako pan Stuffleby
- 2009–2020: Współczesna rodzina jako Frank Dunphy
- 2010: Castle jako Hank McPhee
- 2010: Chuck jako Craig Turner
- 2011: G.I. Joe: Renegaci jako major (głos)
- 2011: Podkomisarz Brenda Johnson jako Święty Jack
- 2011: Franklin & Bash jako Wallace Clayton
- 2012: Dorastająca nadzieja jako pan Swift
- 2012: The Life & Times of Tim jako Judd (głos)
- 2012: Rob jako George
- 2012: Rozpalić Cleveland jako dr Hill
- 2012: Breaking In jako Marty Mann
- 2012: The Cleveland Show jako Gary (głos)
- 2013: Community jako alternatywny Pierce Hawthorne
- 2013: Powodzenia, Charlie! jako Herb Pickler
- 2014–2015: Moda na sukces jako John Forrester
- 2015: Hell’s Kitchen (amerykański reality show) w roli samego siebie
- 2015: Kevin from Work jako Roger Trousdale
- 2016: Henio Dzióbek jako Melvin (głos)
- 2016–2019: Harmidom jako Pop-Pop (głos)
- 2017: Dziwna para jako Fred Langford
- 2017: Jess i chłopaki jako Beezus
- 2017: Miki i raźni rajdowcy jako Dan (głos)
- 2017: 9JKL jako Dick
- 2017–2019: Prawo Milo Murphy’ego jako dziadek Murphy (głos)
- 2018–2019: Jimmy Kimmel Live! – różne role
- 2020: Siły kosmiczne jako Fred Naird